# هيلين هايد
هيلين هايد (بالإنجليزية: Helen Hyde) هي نقاشة ‏ ونقاشة أمريكية، ولدت في 6 أكتوبر 1868 في ليما في الولايات المتحدة، وتوفيت في 13 مايو 1919 في باسادينا في الولايات المتحدة.